# Петнистокоремна жаба
Петнистокоремните жаби (Litoria albolabris) са вид земноводни от семейство Дървесници (Hylidae).
Срещат се по северното крайбрежие на Папуа Нова Гвинея.
Таксонът е описан за пръв път от германския стрелец Бено Вандолек през 1911 година.